# Cooperia punctata
Cooperia punctata är en rundmaskart. Cooperia punctata ingår i släktet Cooperia, och familjen Trichostrongylidae. Arten är reproducerande i Sverige.